# Beilstein (Baden-Württemberg)
Beilstein è un comune tedesco di 6140 abitanti, situato nel land del Baden-Württemberg.

## Amministrazione

### Gemellaggi
Beilstein è gemellata con:
- Pontault-Combault, dal 1984